# NGC 4887
NGC 4887 је лентикуларна галаксија у сазвежђу Девица која се налази на NGC листи објеката дубоког неба.
Деклинација објекта је - 14° 40' 0" а ректасцензија 13h 0m 39,3s. Привидна величина (магнитуда) објекта NGC 4887 износи 13,6 а фотографска магнитуда 14,5. NGC 4887 је још познат и под ознакама MCG -2-33-87, IRAS 12580-1423, PGC 44796.